# Copa ACLAV 2008 I
La primera Copa ACLAV de 2008 fue la tercera edición de la segunda competencia nacional más importante a nivel de clubes de vóley masculino en la Argentina. Se disputó en enero de 2008 y fue correspondiente a la temporada 2007-2008 de la Liga Argentina de Vóley.
La copa se jugó en Puerto Madryn y en Playa Unión, ambas ciudades de la provincia del Chubut, entre el 22 y el 26 de enero, con un formato que incluyó solo a ocho de los doce participantes de la Liga de esa temporada. El campeón fue DirecTV Bolívar que venció en la final al local Huracán Chubut Volley y se proclamó campeón por segundo año consecutivo.

## Equipos participantes
Los equipos participantes fueron aquellos que finalizaron en las primeras ocho ubicaciones en la fase regular de la Liga de ese año.
| Club                  | Localidad             |
| --------------------- | --------------------- |
| Belgrano              | Córdoba, Córdoba      |
| Boca Juniors          | Buenos Aires          |
| DirecTV Bolívar       | Bolívar, Buenos Aires |
| Gigantes del Sur      | Neuquén, Neuquén      |
| Huracán Chubut Volley | Trelew, Chubut        |
| La Unión de Formosa   | Formosa, Formosa      |
| Misiones Vóley        | Posadas, Misiones     |
| Rosario Sonder        | Rosario, Santa Fe     |

## Modo de disputa
La copa estuvo dividida en dos rondas, la fase de grupos y la fase final. En la fase de grupos, los ocho participantes fueron divididos en dos grupos de cuatro equipos cada uno; cada grupo con una sede determinada. En cada grupo, los equipos se enfrentaron los unos a los otros una vez, y ordenados en una tabla de posiciones con base a estos resultados. Los dos mejores equipos de cada grupo avanzaron a la fase final, que constó de semifinales y final. El ganador de la final se proclamó campeón.
Sedes:
- Gimnasio Benito García del Club Guillermo Brown, Puerto Madryn, Chubut.
- Gimnasio Municipal, Playa Unión, Chubut.

## Primera ronda

### Grupo de Puerto Madryn
| Pos. | Equipo              | Pts | Partidos | Partidos | Partidos | Sets | Sets |
| Pos. | Equipo              | Pts | PJ       | PG       | PP       | SG   | SP   |
| ---- | ------------------- | --- | -------- | -------- | -------- | ---- | ---- |
| 1.º  | DirecTV Bolívar     | 9   | 3        | 3        | 0        | 9    | 0    |
| 2.º  | Boca Juniors        | 6   | 3        | 2        | 1        | 6    | 4    |
| 3.º  | Rosario Sonder      | 3   | 3        | 1        | 2        | 4    | 6    |
| 4.º  | La Unión de Formosa | 0   | 3        | 0        | 3        | 0    | 9    |

|  |                            |
|  | Clasificado a semifinales. |

| Fecha       | Local               | Resul | Visitante           | Set 1 | Set 2 | Set 3 | Set 4 | Set 5 |
| ----------- | ------------------- | ----- | ------------------- | ----- | ----- | ----- | ----- | ----- |
| 22 de enero | La Unión de Formosa | 0 - 3 | Boca Juniors        | 21-25 | 25-27 | 19-25 | —     | —     |
| 22 de enero | DirecTV Bolívar     | 3 - 0 | Rosario Sonder      | 25-19 | 25-16 | 25-16 | —     | —     |
| 23 de enero | La Unión de Formosa | 0 - 3 | Rosario Sonder      | 24-26 | 20-25 | 16-25 | —     | —     |
| 23 de enero | DirecTV Bolívar     | 3 - 0 | Boca Juniors        | 25-18 | 26-24 | 25-16 | —     | —     |
| 24 de enero | Boca Juniors        | 3 - 1 | Rosario Sonder      | 25-20 | 25-19 | 18-25 | 25-20 | —     |
| 24 de enero | DirecTV Bolívar     | 3 - 0 | La Unión de Formosa | 25-18 | 25-14 | 25-15 | —     | —     |

### Grupo de Playa Unión
| Pos. | Equipo                | Pts | Partidos | Partidos | Partidos | Sets | Sets |
| Pos. | Equipo                | Pts | PJ       | PG       | PP       | SG   | SP   |
| ---- | --------------------- | --- | -------- | -------- | -------- | ---- | ---- |
| 1.º  | Huracán Chubut Volley | 6   | 3        | 2        | 1        | 7    | 3    |
| 2.º  | Gigantes del Sur      | 5   | 3        | 1        | 2        | 7    | 7    |
| 3.º  | Belgrano (Córdoba)    | 4   | 3        | 2        | 1        | 6    | 7    |
| 4.º  | Misiones Vóley        | 3   | 3        | 1        | 2        | 5    | 8    |

|  |                            |
|  | Clasificado a semifinales. |

| Fecha       | Local                 | Resul | Visitante        | Set 1 | Set 2 | Set 3 | Set 4 | Set 5 |
| ----------- | --------------------- | ----- | ---------------- | ----- | ----- | ----- | ----- | ----- |
| 22 de enero | Gigantes del Sur      | 2 - 3 | Belgrano (C)     | 25-23 | 22-25 | 21-25 | 25-19 | 9-15  |
| 22 de enero | Huracán Chubut Volley | 3 - 0 | Misiones Vóley   | 25-17 | 25-22 | 25-22 | —     | —     |
| 23 de enero | Gigantes del Sur      | 2 - 3 | Misiones Vóley   | 24-26 | 25-22 | 20-25 | 25-22 | 11-15 |
| 23 de enero | Huracán Chubut Volley | 3 - 0 | Belgrano (C)     | 28-26 | 25-22 | 25-19 | —     | —     |
| 24 de enero | Belgrano (C)          | 3 - 2 | Misiones Vóley   | 21-25 | 21-25 | 25-19 | 25-16 | 15-13 |
| 24 de enero | Huracán Chubut Volley | 1 - 3 | Gigantes del Sur | 20-25 | 25-18 | 22-25 | 22-25 | —     |

## Segunda ronda

### Semifinales
| Fecha       | Local                 | Resul | Visitante        | Estadio                         | Set 1 | Set 2 | Set 3 | Set 4 | Set 5 |
| ----------- | --------------------- | ----- | ---------------- | ------------------------------- | ----- | ----- | ----- | ----- | ----- |
| 25 de enero | Huracán Chubut Volley | 3 - 1 | Boca Juniors     | Gimnasio Municipal, Playa Unión | 25-19 | 25-19 | 22-25 | 27-25 | —     |
| 25 de enero | DirecTV Bolívar       | 3 - 0 | Gigantes del Sur | Benito García, Puerto Madryn    | 25-18 | 25-22 | 25-19 | —     | —     |

### Final
| Fecha       | Local                 | Resul | Visitante       | Estadio                      | Set 1 | Set 2 | Set 3 | Set 4 | Set 5 |
| ----------- | --------------------- | ----- | --------------- | ---------------------------- | ----- | ----- | ----- | ----- | ----- |
| 26 de enero | Huracán Chubut Volley | 0 - 3 | DirecTV Bolívar | Benito García, Puerto Madryn | 17-25 | 23-25 | 18-25 | —     | —     |

Campeón
DirecTV Bolívar
Segundo título